# Butera
Butera é uma comuna italiana da região da Sicília, província de Caltanissetta, com cerca de 5.351 habitantes. Estende-se por uma área de 295 km², tendo uma densidade populacional de 18 hab/km². Faz fronteira com Gela, Licata (AG), Mazzarino, Ravanusa (AG), Riesi.

## Demografia
| Variação demográfica do município entre 1861 e 2011                               |
|                                                                                   |
| Fonte: Istituto Nazionale di Statistica (ISTAT) - Elaboração gráfica da Wikipedia |